# Dassel (Northeim)
Dassel is een plaats in de Duitse deelstaat Nedersaksen, gelegen in het Landkreis Northeim. De stad telt 9.510 inwoners.

## Stadsdelen
De stad Dassel bestaat uit 17 stadsdelen. Het gemeentebestuur zetelt te Dassel.
| Stadsdeel      | Bevolking 1-1-2019 | Opmerkingen           | Kerkgebouwen                                                                       | Wapen |
| -------------- | ------------------ | --------------------- | ---------------------------------------------------------------------------------- | ----- |
| Amelsen        | 404                |                       | St. Servatius (18e-eeuws)                                                          |       |
| Dassel         | 2.429              | Stad, bestuurscentrum | St. Laurentius (15e-eeuws); St. Michael (19e-eeuws)                                |       |
| Deitersen      | 153                |                       |                                                                                    |       |
| Eilensen       | 166                |                       | St. Anna (Kapel: 14e-eeuws)                                                        |       |
| Ellensen       | 227                |                       | St. Mattheüs                                                                       |       |
| Hilwartshausen | 724                |                       | St. Cyriacus (ong. 15e-eeuws)                                                      |       |
| Hoppensen      | 151                |                       | Kerk van het landgoed (17e-eeuws)                                                  |       |
| Hunnesrück     | 173                | incl. Erichsburg      |                                                                                    |       |
| Krimmensen     | 115                |                       |                                                                                    |       |
| Lauenberg      | 920                | incl. Seelzerthurm    | St. Petrus (18e-eeuws)                                                             |       |
| Lüthorst       | 644                |                       | St. Magnus (18e-eeuws; kerktoren 10e-eeuws)                                        |       |
| Mackensen      | 381                |                       | St. Christoffel                                                                    |       |
| Markoldendorf  | 2.119              | vlek                  | O.L. Vrouwe (kapel: 18e-eeuws); St. Maarten (19e-eeuws); Heilige Geest (20e-eeuws) |       |
| Portenhagen    | 170                |                       |                                                                                    |       |
| Relliehausen   | 165                |                       | O.L. Vrouwe (kapel: 20e-eeuws)                                                     |       |
| Sievershausen  | 1.224              | incl. Abbecke         | H. Drie-eenheid (18e-eeuws)                                                        |       |
| Wellersen      | 279                |                       | (Dorpskerk, 17e-eeuws)                                                             |       |

In totaal had de gemeente 10.444 inwoners.

## Geografie
Dassel heeft een oppervlakte van 113 km² en ligt in het noorden van Duitsland in het Weserbergland. De stad ligt aan de Ilme.

## Geschiedenis
De eerste vermelding van Dassel dateert uit ongeveer 850. De graven van Dassel speelden in de middeleeuwen een belangrijke rol voor de gemeente en omgeving. Vanaf 1310 was Dassel een deel van prinsbisdom Hildesheim. De nederzetting kreeg in 1315 stadsrechten. Dassel maakte deel uit van het hertogdom Brunswijk-Calenberg van 1523 tot 1643. Erik I van Brunswijk-Calenberg-Göttingen liet 1527 de Erichsburg bouwen. Van 1643 tot 1802 maakte het gebied opnieuw deel uit van het vorstendom Hildesheim. De stad had in de 19e eeuw veel te lijden van stadsbranden.

## Cultuur
Sint-Laurenskerk: De kerk werd gebouwd in 1447. Het is een hallenkerk in gotische stijl.

## Geboren
- Rainald van Dassel, 1159-1167 aartsbisschop van Keulen

- Gemeinsame Normdatei: 4011105-2
- Library of Congress Control Number: n82250533
- Nationale Bibliotheek van Israël: 987007559852005171
- Virtual International Authority File: 133723622
- WorldCat: E39PBJvMDvfGCk3J6yCkkTcdcP

Bad Gandersheim · 
Bodenfelde · 
Dassel · 
Einbeck · 
Hardegsen · 
Kalefeld · 
Katlenburg-Lindau · 
Moringen · 
Nörten-Hardenberg · 
Northeim · 
Uslar